# Spermacoce obscura
Spermacoce obscura är en måreväxtart som beskrevs av Dc.. Spermacoce obscura ingår i släktet Spermacoce och familjen måreväxter. Inga underarter finns listade i Catalogue of Life.